# 울산광역시 북구 구립도서관
울산광역시 북구 구립도서관은 울산광역시 북구에 있는 도서관이다.

## 연혁
- 2001년 04. 13. 공공도서실 개소 (동울산세무서 4층), 이동도서관 운영
- 2003년 01. 07. 공공도서실 북구문화예술회관으로 확장이전
- 2003년 04. 26. 기적의도서관 건립 3차 선정지로 확정
- 2003년 08. 01. 농소1동·농소3동도서관 북구공공도서관 및 권역별도서관 건립 계획 수립
- 2004년 07. 28. 기적의도서관 개관
- 2005년 09. 30. 농소3동도서관 개관
- 2005년 11. 14. 울산광역시 북구 구립도서관 설치 및 운영 조례 제정
- 2006년 09. 27. 농소1동도서관 개관
- 2007년 04. 09. 공공도서실 민간위탁에서 북구청 직영 전환
- 2008년 03. 31. 공공도서실 운영 중단(중앙도서관으로 이전 통합)
- 2008년 05. 01. 중앙도서관 개관
- 2010년 03. 25. 울산광역시 북구 작은도서관 설치 및 운영 지원에 관한 조례 제정
- 2010년 06. 15. 염포양정도서관 개관
- 2011년 12. 21. 울산광역시 북구 독서문화 진흥 조례 제정
- 2012년 12. 27. 명촌어린이도서관 개관
- 2013년 11. 15. 뚜벅이 작은도서관 개관
- 2013년 12. 31. 이동도서관 운영 중단

## 도서관 현황
울산북구중앙도서관
- 위치 : 울산광역시 북구 두부곡1길 9
- 개관일 : 2008년 5월 1일
- 구조 : 지하1층, 지상3층

울산북구기적의도서관
- 위치 : 울산광역시 북구 이화5길 29-13
- 개관일 : 2004년 7월 28일
- 구조 : 지상1층, 지하1층

농소1동도서관
- 위치 : 울산광역시 북구 동대15길 27
- 개관일 : 2006년 9월 27일
- 구조 : 지하1층, 지상3층

농소3동도서관
- 위치 : 울산광역시 북구 아진1로 47
- 개관일 : 2005년 9월 30일
- 구조 : 지상3층

염포양정도서관
- 위치 : 울산광역시 북구 염포로 685-1
- 개관일 : 2010년 6월 15일
- 구조 : 지하1층, 지상3층

명촌어린이도서관
- 위치 : 울산광역시 북구 명촌12길 11
- 개관일 : 2012년 12월 27일
- 구조 : 지상4층(4층 도서관)

## 휴관일
- 정기 휴관일: 매주 월요일
- 법정 공휴일
- 임시 휴관일: 장서점검 및 보수 공사 등 부득이한 사유로 인하여 북구청장이 필요하다고 인정하는 경우